# Bodiluddelingen 1996
Bodiluddelingen 1996 blev afholdt i 1996 i Imperial i København og markerede den 49. gang at Bodilprisen blev uddelt.
Carsten Rudolfs instruktørdebut Menneskedyret vandt prisen for bedste danske film, mens Kun en pige vandt to priser for bedste kvindelig hovedrolle og birolle.

## Vindere
| Bedste mandlige hovedrolle             | Bedste kvindelige hovedrolle |
| -------------------------------------- | --- |
| - Ulf Pilgaard for Farligt venskab     | - Puk Scharbau for Kun en pige |
| Bedste mandlige birolle                | Bedste kvindelige birolle |
| - Lars Knutzon for Kun en pige         | - Anneke von der Lippe for Pan |
| Bedste danske film                     | Bedste ikke-europæiske film |
| - Menneskedyret af Carsten Rudolf      | - Smoke af Wayne Wang - The Usual Suspects af Christopher McQuarrie - En verden udenfor af Frank Darabont - Ed Wood af Tim Burton |
| Bedste europæiske film                 | Bedste dokumentarfilm |
| - L’america af Gianni Amelio (Italien) | - Carl Th. Dreyer - Min metier af Torben Skjødt Jensen                                                                            |